# Stralingsbalans

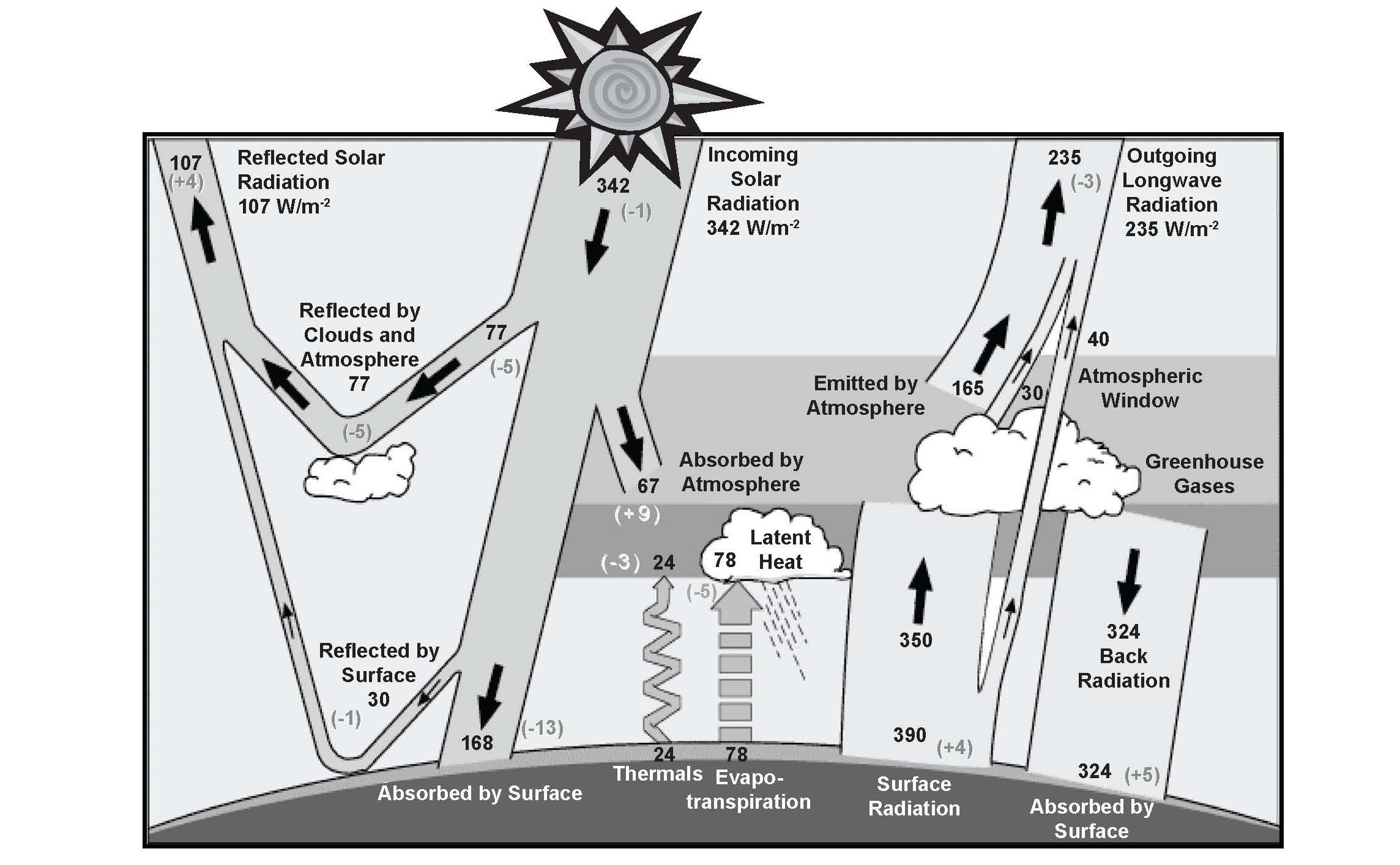
Stralingsbalans. Het getoonde aantal W/m^{2} is het 24-uursgemiddelde per m^{2} aardoppervlak. Niet getoond is de relatief kleine warmtestroom van 0,1 W/m^{2} uit het inwendige van de Aarde

De stralingsbalans van de aarde is een overzicht van inkomende zonnestraling en uitgaande aardse straling.  Daarnaast is er een relatief kleine warmtestroom uit het inwendige van de Aarde. Over langere periode bezien is het geheel in balans. Als dat niet zo zou zijn zou de aarde voortdurend warmer of kouder worden. Over korte periode bezien is de stralingsbalans niet altijd gelijk aan nul. Ook is ze altijd ongelijk over de aarde verdeeld: in gebieden waar het nacht is, is het negatief, en gebieden waar het dag is vaak positief. 
De meeste processen die zich aan het oppervlak van de aarde afspelen krijgen hun energie uit warmte-uitwisseling tussen de aarde en de atmosfeer erboven. Veel van deze warmte komt voort uit stralingsenergie als gevolg van absorptie van zonlicht. De geabsorbeerde energie wordt gebruikt om de atmosfeer te verwarmen, water te verdampen, het aardoppervlak te verwarmen en vele andere processen.

## Kortgolvige straling
De kortgolvige zonnestraling dringt de buitenkant van de atmosfeer binnen. De hoeveelheid energie die aan de buitenkant van de atmosfeer binnendringt heet de zonneconstante en schommelt rond de 1368 W/m2. Tijdens de reis van het zonlicht door de atmosfeer neemt de hoeveelheid energie af als gevolg van absorptie, verstrooiing en reflectie.
Meer dan 25% van de beschikbare zonnestraling  wordt weer de ruimte in gereflecteerd of verstrooid door stofdeeltjes en wolken alvorens ze de grond bereikt. De atmosferische gassen absorberen slechts 19% van het zonlicht dat aan de buitenkant van de atmosfeer beschikbaar is. 51% van de energie van de directe en diffuse zonnestraling wordt geabsorbeerd door het aardoppervlak.
De directe zonnestraling (S) is kortgolvige straling die zo goed als ongehinderd door de atmosfeer kan doordringen. Diffuse straling (D) is kortgolvige straling die door gassen in de atmosfeer is verstrooid. Verstrooiing is een proces waarbij een zonnestraal in vele zwakkere stralen opgesplitst wordt en in andere richtingen wordt verspreid. S en D vormen samen de totale inkomende zonnestraling (KIn). In een vergelijking: KIn = S+D
Een deel van de inkomende zonnestraling wordt geabsorbeerd door het aardoppervlak en een gedeelte wordt gereflecteerd. Het aandeel van licht dat door het aardoppervlak wordt gereflecteerd is het albedo (a). De waarden van het albedo gaan van 0 voor geen reflectie tot 1 voor volledige reflectie van het zonlicht door het aardoppervlak. Het albedo van groen gras is ongeveer 0,23, dat van sneeuw meer dan 0,87. 
De reflectie (K) wordt in vergelijking:  KRefl = (S+D) a   De mate van reflectie hangt samen met de kleur van het oppervlak: donkere oppervlakken reflecteren minder licht dan lichtere. Bij water is ook de instralingshoek van belang: lage zonnestand zorgt voor grotere reflectie. De netto kortgolvige straling is het verschil tussen de inkomende en de uitgaande kortgolvige straling, uitgedrukt als: KNetto= KIn - KRefl = (S+D) - (S+D) a = (S+D)(1-a).
Gedurende de dag is de KNetto positief omdat de inkomende straling altijd groter is dan de uitgaande. 's Nachts echter wordt de KNetto nul.

## Langgolvige straling
De energie, die door de aarde wordt geabsorbeerd, wordt uitgezonden als langgolvige warmtestraling (LUit). De grootte ervan hangt primair af van de temperatuur van het oppervlak: hoe hoger deze temperatuur, des te meer warmte wordt uitgestraald. De atmosferische gassen absorberen die langgolvige warmtestraling tamelijk makkelijk. Een deel van die geabsorbeerde warmte wordt weer terug naar de aarde gezonden als langgolvige atmosferische retourstraling (LRet). Deze retourstraling houdt de oppervlaktemperaturen hoger dan ze zouden zijn zonder deze zogenaamde deken van gassen. Dit effect staat bekend als het broeikaseffect. Het verschil tussen inkomende en uitgaande langgolvige straling is de netto langgolvige straling, uitgedrukt als:  LNet = LRet - LUit  Alle stralingscomponenten bij elkaar leveren de stralingsbalans: Q= KIn + LRet - KRefl - LUit.
De stralingsbalans kan positief, negatief of nul zijn. Ze is positief als er meer energie binnenkomt dan uitgaat. Dat is normaal het geval gedurende de dag als de zon schijnt en het het warmst is. 's Nachts is de stralingsbalans meestal negatief vanwege het ontbreken van zonlicht, terwijl de aarde toch warmtestraling uitzendt.